# Ambev

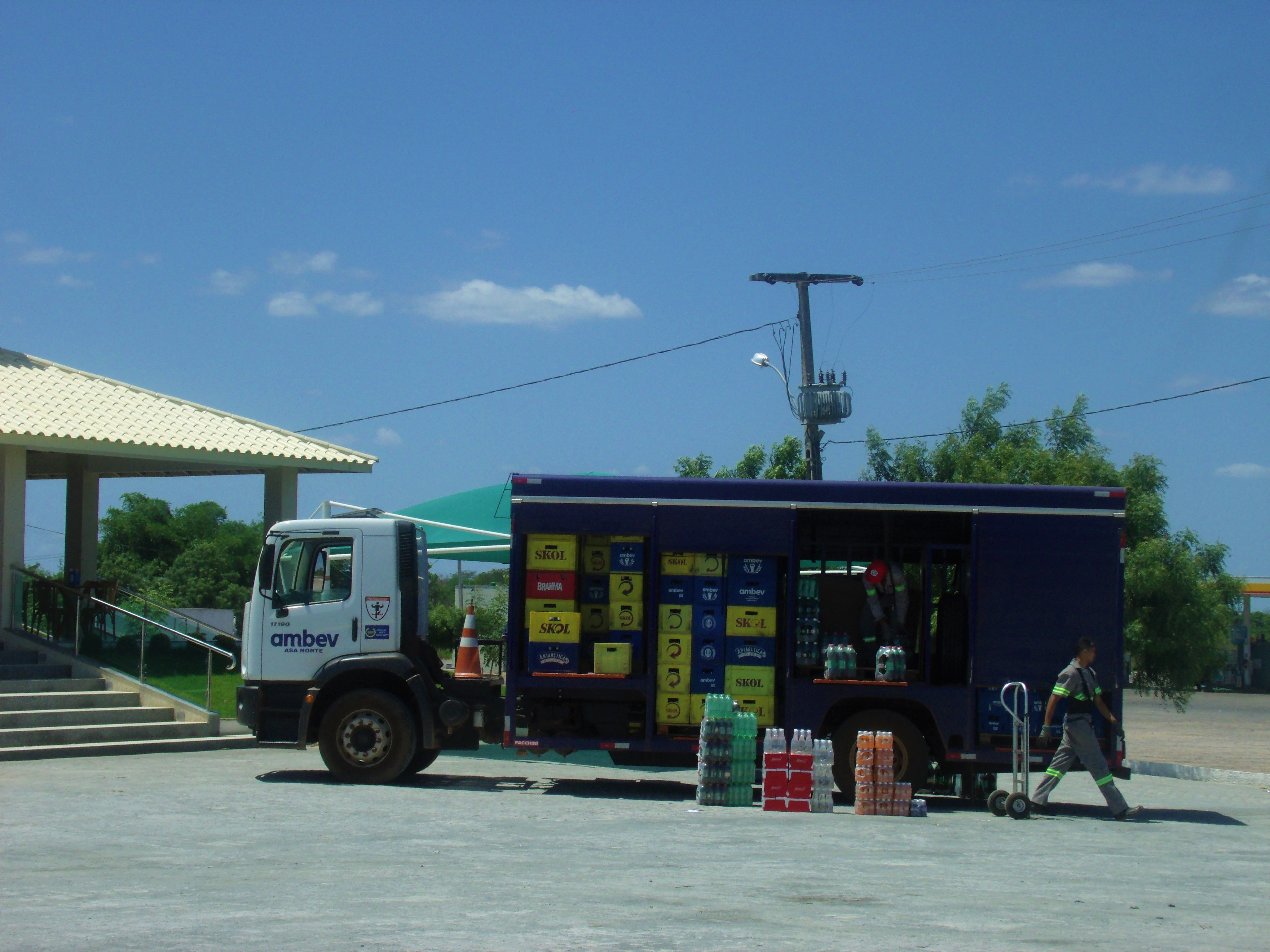
Caminhão da cervejaria

Ambev (estilizado em caixa baixa desde 2010) é uma empresa brasileira fabricante de bebidas, com sede na cidade de São Paulo. Pertencente ao grupo Anheuser-Busch InBev, é a maior fabricante de cervejas do mundo. Controla cerca de 69% do mercado brasileiro de cerveja e é a 11.ª maior empresa do país em receita líquida e sendo fabricante de refrigerantes, energéticos, sucos, chás e água mineral.
Oriunda da fusão entre as então concorrentes Companhia Antarctica Paulista, São Paulo, e a Companhia Cervejaria Brahma, do Rio de Janeiro, em 1999, atualmente possui mais de 30 cervejarias, maltarias, fábricas de refrigerante, rótulos, rolha e vidro, além de seis centros de excelência espalhados pelo Brasil. É conhecida pela produção de mais de 25 rótulos de cervejas pilsens, como Skol, Brahma e Budweiser e cerca de 50 do tipo ale. Em 2023, a Associação Brasileira da Indústria da Cerveja (CervBrasil) acusou a Ambev de esconder dívida de 30 bilhões de reais em impostos federais, estaduais e municipais.

## História
A Ambev nasceu da fusão entre as então concorrentes Companhia Antarctica Paulista e a Companhia Cervejaria Brahma, do Rio de Janeiro, em 1999. Com o decorrer dos anos, a empresa foi agregando novas marcas e cervejarias, como as artesanais mineira Wäls e a paulista Colorado.
Os empreendedores Jorge Paulo Lemann, Marcel Herrmann Telles e Carlos Alberto Sicupira, do grupo 3G Capital, foram os fundadores da Ambev e instituíram desde o início uma gestão centrada em desempenho e perseguição das metas financeiras estabelecidas. O lucro líquido da empresa de capital aberto saltou de R$ 470 milhões em 2000 para R$ 11,3 bilhões em 2018.
A trajetória da companhia está registrada no livro "De um Gole Só", escrito pela jornalista Ariane Abdallah. Em 30 anos, eles foram "de uma cervejaria ineficiente para a maior cervejaria do mundo", comentou a autora em entrevista à Folha de S.Paulo.
Atualmente, a Ambev tem operações em mais 15 países além do Brasil: Canadá, Argentina, Bolívia, Chile, Paraguai, Uruguai, Guatemala, República Dominicana, Cuba, Panamá, Barbados, Nicarágua, Saint Vincent, Dominica e Antígua.
Em 2019, uma pesquisa divulgada pelo jornal Meio & Mensagem mostrou que a AmBev foi a empresa que mais recebeu punições no Brasil pelo CONAR, devido a propagandas publicitárias irregulares.

### Coação para demissão por justa causa
Em 2022, mais de 30 empregados terceirizados da Athiva Log, empresa que presta serviços para a Ambev em Cuiabá, fizeram um boletim de ocorrência afirmando que 10 homens que se identificaram policiais militares armados os impediram de sair da empresa antes que assinassem a demissão por justa causa. O soldado Rodrigo de Santana Oliveira e Silva e o subtenente Marcelo Lacerda da Mata foram apontados como dois dos policiais que estavam fazendo ameaças. A empresa está no nome de Helio Palma de Arruda Neto, genro de Mauro Carvalho Junior, secretário-chefe da Casa Civil. Vídeos da coerção foram divulgados nas redes sociais. Os ex-empregados disseram pretender denunciar o caso para a Corregedoria da Polícia Militar e outros órgãos fiscalizadores por ameaça, coação e uso da máquina pública para fins pessoais.

## Gestão administrativa e recursos humanos
O estilo de gestão da Ambev é citado pelo rigor na busca de resultados financeiros. Com mais 50 mil colaboradores em todo o mundo, a firma foi eleita pelo Great Place to Work (GPTW) como uma das 150 melhores empresas para se trabalhar em 2019 no Brasil. Tem também um dos processos seletivos mais disputados para o cargo de trainee, com mais de 3 mil candidatos por vaga.
Meritocracia, redução do número de chefes e visão de longo prazo fazem parte da receita dos investidores para uma boa administração. Em julho de 2009 a empresa recebeu uma multa de 352,7 milhões de reais do Conselho Administrativo de Defesa Econômica por denúncias de irregularidades no programa "Tô Contigo", o programa de fidelidade da empresa.

## Responsabilidade social
A Ambev lançou as águas AMA em 2017 como um projeto social. Todo o lucro revertido pela venda desta marca em supermercados, restaurantes e bares é revertido para regiões carentes em estados como Bahia, Minas Gerais e Pernambuco.
Em 2018, a companhia anunciou um programa de voluntariado chamado VOA. Trata-se de uma ação para o ensino de gestão, técnicas administrativas e mentoria dada pelos próprios funcionários para instituições assistenciais.
Mantém também os programas Jovem de Responsa e o Consumo Inteligente, que desincentiva o consumo nocivo de álcool.

## Produtos

### Cervejas
- Adriática (Paraná)
- Andes (Brasil)
- Antarctica (São Paulo)
- Antarctica Sub Zero (São Paulo)
- Beats Senses
- Beats Spirit
- Beats Secret
- Beats 150 BPM
- Beats GT (Gin&Tônica)
- Beats Caipirinha (CaipiBeats)
- Beats Red (Red Mix)
- Beats Tropical
- Beck's (Alemanha)
- Berrió (somente no estado do Piauí)
- Bohemia (Rio de Janeiro)
- Brahma (Rio de Janeiro)
- Brahma Zero (Rio de Janeiro)
- Brahma Light (Rio de Janeiro)
- Brahma Extra (Rio de Janeiro)
- Brahma Bier (Rio de Janeiro)
- Brahma Fresh (Rio de Janeiro)
- Brutal Fruit
- Bucanero Fuerte (Cuba)
- Budweiser (Estados Unidos)
- Caracu (São Paulo)
- Colorado (São Paulo)
- Corona (México)
- Esmera (somente no estado de Goías)
- Franziskaner (Alemanha)
- Goose Island (Estados Unidos)
- Hertog Jan (Países Baixos)
- Hoegaarden (Bélgica)
- Kona (Estados Unidos)
- Kronenbier (São Paulo)
- Labatt Blue (Canadá)
- Lakeport Brewing (Canadá)
- Leffe (Bélgica)
- Legítima (somente no estado do Ceará)
- Löwenbräu (Alemanha)
- Magnífica (somente no estado do Maranhão)
- Modelo (México)
- Michelob Ultra (Estados Unidos e Canadá)
- Mike's Hard Lemonade
- Mike's Hard Lemonade Tangerina
- Mike's Hard Lemonade Pitaya
- Miller (Estados Unidos)
- Norteña (Uruguai)
- Nossa (somente no estado de Pernambuco)
- Original (São Paulo)
- Paceña (Bolívia)
- Patagonia (Uruguai e Argentina)
- Patricia (Uruguai)
- Pilsen (Paraguai e Uruguai)
- Polar (somente no estado do Rio Grande do Sul)
- President
- Puerto del Mar (Argentina)
- Quilmes (Argentina)
- Serramalte (Rio Grande do Sul)
- Serrana (Presente nos estados de São Paulo, Minas Gerais e Santa Catarina)
- Skol
- Skol Hops
- Skol 360
- Skol Ultra
- Skol Duplo Malte
- Skol Puro Malte
- Samson (República Tcheca)
- Stella Artois (Bélgica)
- Spaten (Alemanha)
- Três Fidalgas (São Paulo)
- Wäls (Minas Gerais)

### Refrigerantes
- Água Tônica Antarctica
- Baré
- Citrus Antarctica
- Guaraná Antarctica
- H2OH!
- Os Caçulinhas
- Pepsi
- Soda Limonada Antarctica
- Sukita
- Teem

### Outras bebidas
- Água Ama
- Do Bem
- Fusion
- Gatorade
- Lipton Ice Tea

### Antigas marcas
- Frutzzz
- Guarah
- Liber
- Propel - Hydractive